# Kányavár, Zala
Kányavár  este un sat în districtul Lent, județul Zala, Ungaria, având o populație de 124 de locuitori (2011). 

## Demografie
Componența etnică a satului Kányavár
     Maghiari (95,08%)
     Romi (4,92%)
Componența confesională a satului Kányavár
     Romano-catolici (73,39%)
     Fără religie (5,65%)
     Necunoscută (20,97%)
Conform recensământului din 2011, satul Kányavár avea 124 de locuitori. Din punct de vedere etnic, majoritatea locuitorilor (95,08%) erau maghiari, cu o minoritate de romi (4,92%).  Din punct de vedere confesional, majoritatea locuitorilor (73,39%) erau romano-catolici, cu o minoritate de persoane fără religie (5,65%). Pentru 20,97% din locuitori nu este cunoscută apartenența confesională.